# Речная крыса (фильм)
«Речная крыса» — кинофильм.

## Сюжет
Освободившись из тюрьмы, бывший заключённый пытается восстановить свои отношения с дочерью, которую он не видел тринадцать лет. На лодке под названием «Речная крыса» они отправляются по Миссисипи. Однако помимо проблем в отношениях между отцом и дочерью имеется ещё одна: отца шантажирует тюремный психиатр, полагающий, что бывший заключённый знает, где спрятаны деньги, похищенные в результате преступления, в котором тот был обвинён.

## В ролях
- Томми Ли Джонс
- Брайен Деннехи
- Марта Плимптон

## Съёмочная группа
- Автор сценария и режиссёр: Томас Рикман
- Композитор: Майк Пост
- Оператор: Ян Киссер